# اقتدارگرایی

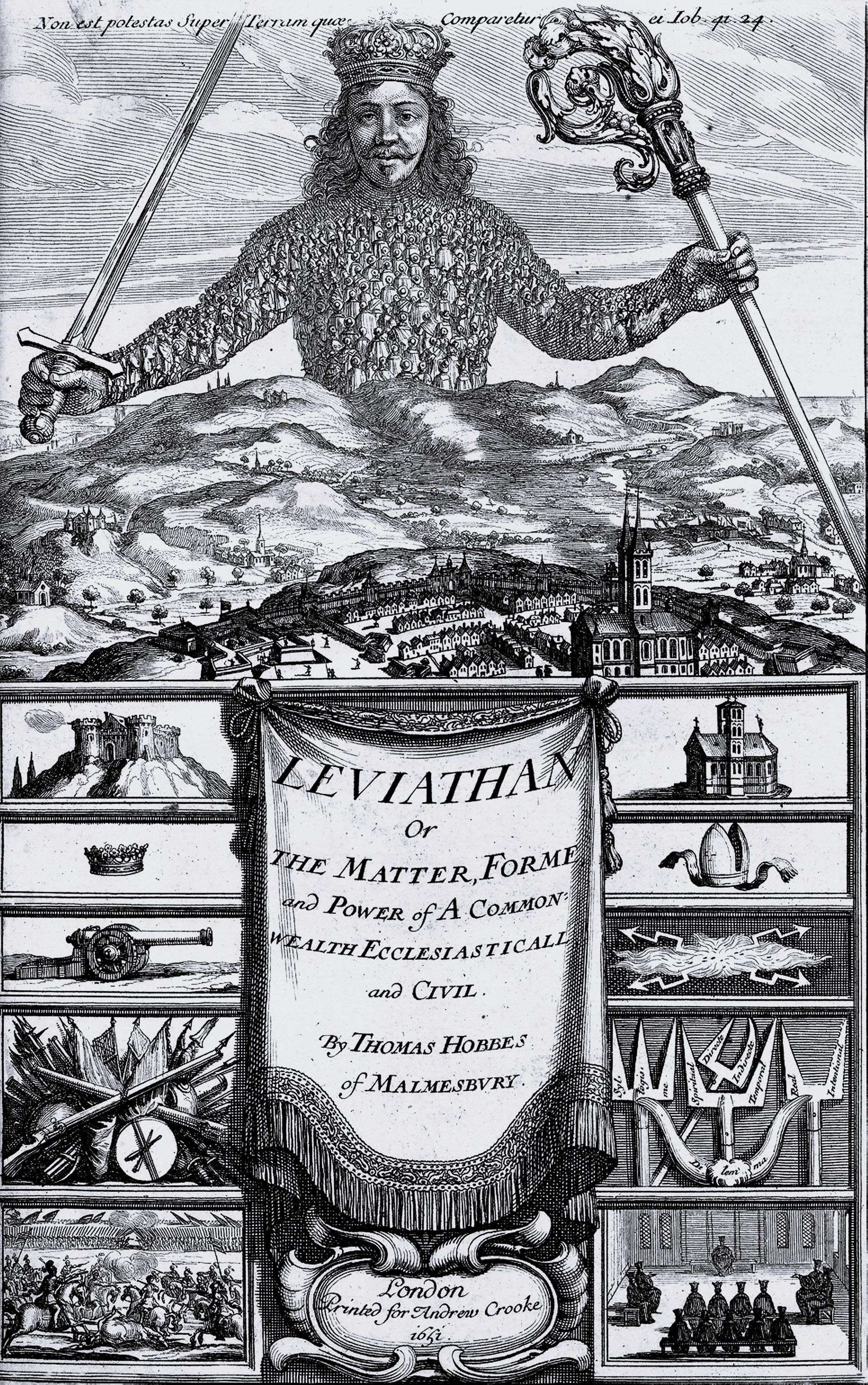
تصویر جلد کتاب لویاتان اثر توماس هابز که به بررسی ویژگی‌ها و کارکردهای انواع حکومت‌ها به ویژه اقتدارگرایان می‌پردازد

اقتدارگرایی به رفتار گونه‌ای از نهادها، سازمان‌های اجتماعی گفته می‌شود که فرمانبرداری از اقتدار و ادارات کارگزار آن ویژگی ممتاز آن، به‌شمار می‌رود. این مفهوم معمولاً مخالف فردگرایی و دموکراسی است. در علم سیاست دولت اقتدارگرا،دولتی است که در آن اقتدار سیاسی در گروه کوچکی از سیاست‌مداران متمرکز شده‌است. این مفهوم اغلب در مقابل فردگرایی، دموکراسی و آزادی‌خواهی قرار می‌گیرد.

## ویژگی‌ها
ویژگی ممیز اقتدارگرایی قدرت به شدت متمرکز و مجتمع است که با سرکوب سیاسی و طرد مخالفان بالقوه تثبیت می‌شود. این قدرت از احزاب سیاسی و تشکیلات توده‌ای برای بسیج مردم در جهت اهداف رژیم استفاده می‌کند.
اقتدارگرایی بر قانون حاکمیت تأکید دارد و نه حاکمیت قانون، این شکل از حکومت اغلب دارای سازوکارهای انتخاباتی است، تصمیم‌های سیاسی از سوی گروهی برگزیده از مقامات و در پشت درهای بسته گرفته می‌شود، نوعی بروکراسی که گاه مستقل از قوانین عمل می‌کند، که به خوبی بر مقامات منتخب نظارت ندارد و در رسیدگی به دغدغه‌های حوزه‌های انتخاباتی که قرار است نمایندهٔ آن باشند، شکست می‌خورند. در اقتدارگرایی تمایل به اعمال غیررسمی و غیرچارچوب مند قدرت سیاسی نیز به چشم می‌خورد، رهبری‌ای «خودخوانده که حتّی اگر منتخب هم باشد با انتخاب آزاد شهروندان از میان رقبای انتخاباتی قابل جایگزینی نیست» محرومیت مستبدانه شهروندان از آزادی‌های مدنی و تحمّل اندک مخالفت‌های معنادار نیز در این نوع حکومت مشهود است.
در حالی که ثبات سیاسی به‌وسیلهٔ کنترل بر نیروهای مسلّح و حمایت از آن‌ها تأمین می‌شود، انواع کنترل‌های اجتماعی نیز برای خفه کردن جامعه مدنی به کار می‌رود، بروکراسی‌ای از سوی رژیم ترتیب داده می‌شود و وفاداری به نظام را از طریق ابزارهای مختلف جامعه‌پذیری و تلقین تأمین می‌کند.
نظام سیاسی اقتدارگرا ممکن است به دلیل «تأمین ناکافی خواست‌های مردم» تضعیف شود. وستال می‌نویسد که تمایل [حکومت‌های اقتدارگرا] به کنترل شدیدتر در پاسخ اعتراضات به جای سازش و توافق، ضعفی آشکار است و این رویکرد زیادی صلب «در انطباق یافتن با تغییرات یا مواجهه درست با تقاضاهای فزایندهٔ تودهٔ مردم یا حتی گروه‌های درون سیستم» نیز با شکست مواجه می‌شود. از آن‌جا که مشروعیت دولت به نحوهٔ ظاهر شدن آن در چشم مردم بستگی دارد، دولت‌های اقتدارگرایی که در وفق دادن خود [با تغییرات] ناموفق باشند با امکان سقوط مواجه‌اند.
ویژگی بارز اقتدارگرایی «تصدّی‌گری سیاسی نامحدود» رهبر یا حزب حاکم (اغلب در دولت‌های تک‌حزبی) یا قدرت‌های دیگر است. تحول از نظامی اقتدارگرا به اشکال دموکراتیک‌تر دولت دموکراتیزاسیون خوانده می‌شود.
۱. جان دوکیت از دانشگاه ویت‌واترسراند با تأکید بر مخالفت جمع‌گرایی و اقتدارگرایی با فردگرایی به وجود پیوندی میان آن دو اشاره می‌کند. دوکیت می‌نویسد که اقتدارگرایی و جمع‌گرایی هر دو حقوق و اهداف فردی را در برابر اهداف، انتظارات جمعی و نیز همنوایی با جمع کم‌اهمیت جلوه می‌دهند.
دیگران بر این نظراند که جمع‌گرایی، اگر تعریف درستی از آن ارائه شود، بر تصمیم‌گیری مبتنی بر اجماع ابتنا دارد که با اقتدارگرایی در تضاد است.

## اقتدارگرایی و تمامیت‌خواهی
تمامیت‌خواهی صورتی تشدید شده از اقتدارگرایی است. نخستین تفاوت اقتدارگرایی با توتالیتاریانیسم در آن است که در رژیم‌های اقتدارگرا نهادهای اجتماعی و اقتصادی تحت کنترل دولت نیستند. پل سی ساندرول از دانشگاه کلرادو در کلرادو اسپرینگز بر مبنای کار دانشمند سیاسی دانشگاه ییل، جوان لینز، به تحقیق پیرامون ویژگی‌های دیکتاتورهای اقتدارگرا و تمامیت‌خواه پرداخته و این ویژگی‌ها را در جدولی آورده‌است:
| متن عنوان       | تمامیت‌خواهی                       | اقتدارگرایی         |
| --------------- | --------------------------------- | ------------------- |
| کاریزما         | بالا                              | پایین               |
| نقش پذیری       | رهبر در مقام اشغال‌کننده یک جایگاه | رهبر در مقام یک فرد |
| اهداف قدرت      | عمومی                             | خصوصی               |
| فساد            | کم                                | زیاد                |
| ایدئولوژی رسمی  | بله                               | خیر                 |
| تکثرگرایی محدود | خیر                               | بله                 |
| مشروعیت         | بله                               | خیر                 |

به نظر ساندرول هرچند اقتدارگرایی و تمامیت‌خواهی هر دو اشکالی از حکومت مطلقه اند، امّا در «دوگانه‌های اصلی» با یکدیگر متفاوت‌اند:
1. دیکتاتورهای تمامیت‌خواه به خلاف برادران اقتدارگرای بی‌تفاوت و اغلب نامحبوبشان با ساختن آگاهانهٔ تصویری پیامبرگونه، وابستگی متقابل شبه‌دموکراتیک، عوام‌فریبانه، افسون‌زده و کاریزماتیکی را میان خود و پیروانشان ایجاد می‌کنند.
2. مفاهیم ملازم با نقش‌ها اقتدارگرایان و تمامیت‌خواهان را از یکدیگر متمایز می‌کند؛ اقتدارگرایان خود را موجودیتی فردی می‌بینند که قابلیت بالایی برای کنترل و حفظ وضع موجود دارد. امّا دریافت تمامیت‌خواهان از خودشان به‌طور عمده غایت‌شناسانه است. فرد مستبد بیش از آن‌که خود را یک شخص بداند، دارنده نقشی ضروری در هدایت و تغییر جهان می‌داند.
3. در نتیجه استفاده از قدرت برای بزرگ نشان دادن خود، در میان اقتدارگرایان بیش از تمامیت‌خواهان مشهود است. اقتدارگرایان از آن رو که تمایل چندانی به ایدئولوژی ندارند، حاکمیت خود را با تلفیقی از القای ترس و اعطای پاداش به عمّال وفادار خویش پشتیبانی می‌کنند و به این ترتیب نوعی از کلپتوکراسی (دزدسالاری) را به وجود می‌آورند.[۴]

بر مبنای این مقایسه می‌توان گفت که نظام‌های اقتدارگرا به دلیل نداشتن ایدئولوژی هدایتگر، تحمّل وجود گونه‌ای از تکثرگرایی، نداشتن قدرت برای بسیج کلّ جمعیت کشور برای تحقّق اهداف ملّی و اعمال قدرت در محدودهٔ نسبتاً مشخّص، فضای بیش‌تری برای زندگی خصوصی بر جا می‌گذارند.

## اقتدارگرایی و دموکراسی
اقتدارگرایی و دموکراسی تضاد بنیادین با یکدیگر ندارند و از این‌رو همواره این امکان وجود دارد که دموکراسی‌ها حاوی عناصر اقتدارگرایانهٔ قدرتمندی باشند، زیرا هردوی آن‌ها اشکالی از تن دادن به اقتدار هستند. تفاوت دموکراسی غیر لیبرال (یا دموکراسی صوری) و دموکراسی لیبرال (یا دموکراسی حقیقی) در این است که دموکراسی‌های غیر لیبرال وجوه بنیادین‌تر دموکراسی را ندارند، وجوهی چون حاکمیت قانون و نظام قضایی مستقل، مضاف بر این که دموکراسی‌های لیبرال تاکنون با یکدیگر نجنگیده‌اند. تحقیق جدیدتری این نظریه را بسط داده و به این نتیجه رسیده‌است که کشورهای دموکراتیک‌تر تمایل کمی به جنگ‌های نظامی با دیگر دولت‌ها دارند که این خود تعداد کم‌تر کشته‌شدگان در نتیجهٔ جنگ را به دنبال دارد، این کشورها جنگ‌های داخلی کمی هم داشته‌اند.
- دموکراسی‌های ضعیف بیش از دیکتاتوری‌های ضعیف تمایل به داشتن آموزش و پرورش قوی، امید به زندگی بالا، مرگ و میر کم کودکان و دسترسی به آب آشامیدنی و بهداشت دارند. این امر به دلیل برخورداری از کمک‌های خارجی بیش‌تر یا صرف درصد بیش‌تری از تولید ناخالص داخلی برای بهداشت و آموزش نیست، بلکه در این کشورها مدیریت بهتر منابع موجود محتمل‌تر است.
- تحقیقات نشان می‌دهد که برخی از شاخص‌های سلامت (امید به زندگی و مرگ و میر نوزادان و مادران) بیش از آن‌که با سرانهٔ تولید ناخالص داخلی، بزرگی بخش عمومی یا نابرابری درآمد در ارتباط باشد با دموکراسی رابطه دارد.[۷]
- بنا بر نظریهٔ آمارتیاسن اقتصاددان بزرگ، هیچ‌یک از کشورهای موجود که با سیستم لیبرال دموکراسی اداره می‌شوند، تاکنون قحطی گسترده‌ای را تجربه نکرده‌اند.[۸] این قاعده شامل دموکراسی‌هایی هم می‌شود که در طول تاریخ چندان متمول نبوده‌اند، همچون هند که آخرین قحطی بزرگ را در سال ۱۹۴۳ تجربه کرده‌است و پیش از این تاریخ در قرن نوزدهم چندین قحطی بزرگ را از سر گذرانده که همهٔ آن‌ها در دوران مستعمره بودن هند اتفاق افتاده‌اند (بماند که برخی دیگر قحطی ۱۹۴۳ بنگال را به تأثیرات جنگ جهانی دوم نسبت می‌دهند) دولت هندوستان در طول سال‌ها مدام در حال دموکراتیک‌تر شدن بوده‌است. دولت ایالتی پس از قانون دولت هند در ۱۹۵۳ همواره چنین وضعی داشته‌است.
- بحران پناهندگان تقریباً همیشه در کشورهای کم‌تر دموکراتیک رخ می‌دهد. با نگاه به حجم جریان‌های پناهندگی در بیست ساله گذشته درمی‌یابیم که هشتاد و هفت مورد نخست در کشورهای دارای نظام اقتدارگرا رخ داده‌است.[۹]
- تحقیقات نشان می‌دهند که در میان ملّت‌های دموکراتیک کشتارجمعی یا جنایات از سوی دولت بسیار کم‌تر رخ می‌دهد. هرچند باید در نظر داشت که این ملّت‌ها پیش از به‌کارگیری سیاست‌های لیبرال دموکراتیک، ملّت‌های به نسبت پیشرفته‌تری هم بوده‌اند.[۱۰] به همین ترتیب نسل‌کشی و کشتار سیاسی کم‌تری هم در آن‌ها به چشم می‌خورد.[۱۱]

۲. تحقیقات بانک جهانی نشان می‌دهد که نهادهای سیاسی در شیوع فساد بسیار تعیین‌کننده‌اند: نظام‌های پارلمانی، ثبات سیاسی و آزادی مطبوعات همگی با فساد کم‌تر در ارتباط‌اند. قانون دسترسی آزاد به اطلاعات نقش مهمی در پاسخگویی و شفافیت دارد. قانون حق دسترسی به اطلاعات در هند «جنبش عظیمی در این کشور به راه انداخته‌است که که به زودی بروکراسی فشل و فاسد را به زانو درخواهد آورد و معادلات قدرت را یکسره دگرگون خواهد ساخت.»
- میان هشتاد مورد از بدترین فجایع مالی در طول چهار دههٔ گذشته تنها پنج مورد در کشورهای دموکراتیک رخ داده‌است. به همین ترتیب احتمال تجربهٔ کاهش ۱۰ درصدی سرانهٔ تولید ناخالص داخلی در بازهٔ یک ساله در کشورهایی که «دموکراسی ضعیف» خوانده می‌شوند نصف کشورهای غیردموکراتیک است.[۹]
- تحقیق دیگری به این نتیجه رسیده‌است که تروریسم در کشورهایی با سطح متوسّط آزادی سیاسی بیش از هر جای دیگری شایع است. کشورهایی که دموکراسی حدّاکثری یا حدّاقلی دارند، تروریسم در پایین‌ترین سطح است.[۱۴]

## دولت‌های اقتدارگرا

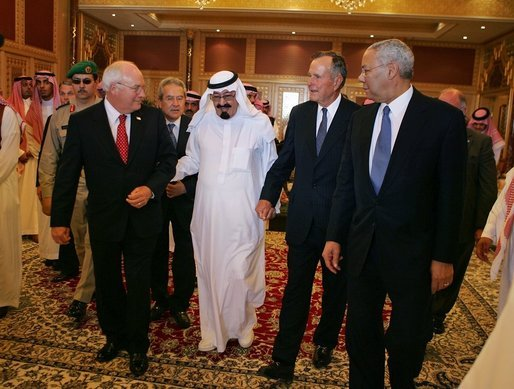
ملک عبدالله پادشاه عربستان سعودی از حاکمین اقتدارگرا در جهان

هر لیستی که از چنین کشورهایی تهیه شود، لاجرم جای بحث خواهد داشت؛ فهرست‌هایی برای مشخّص ساختن کیفیت دموکراتیک و میزان آزادی کشورها تهیه شده که همگی از روش ساده‌انگارانهٔ تیک زدن موارد یک جدول استفاده کرده‌اند و در عین حال اندیشهٔ موجود در پس این جداول نیز خود خالی از سوگیری‌های اقتصادی نبوده‌است. عجیب نیست که در نظام جهانی کنونی کشورهای متعلّق به نظام‌های قدرت عمدهٔ غربی که از «قدرت نرم» استفاده می‌کنند اغلب در صدر چنین جدول‌هایی می‌نشینند. از سوی دیگر جاهایی چون ارمنستان، کرهٔ شمالی، چاد، ایران، زیمبابوه، عربستان سعودی و بورکینافاسو نیز به شدّت اقتدارگرایند. برای دیدن فهرستی از کشورهای اقتدارگرا برای مثال به جدول دموکراسی مجلّهٔ اکونومیست رجوع کنید، هرچند این مجلّه، مجلّه‌ای اقتصادی- لیبرال است، امّا نهادهای دیگری چون عفو بین‌الملل یا خانهٔ آزادی نیز جداولی با زاویهٔ دید متفاوت تولید می‌کنند. بیش‌تر اوقات کشورهای ثروتمندتر در رأس چنین جدول‌هایی قرار می‌گیرند و کشورهای فقیرتر به قعر جدول سقوط می‌کنند؛ که این هم می‌تواند دلیل بازبودن دروازه‌های نظام‌های سیاسی این کشورها به روی منازعات باشد و هم نتیجهٔ آن.
راه دیگر مواجهه با مشکل تلاش برای تهیهٔ لیستی از رژیم‌های اقتدارگرا این است که اَشکال آشکار دولت (برای مثال انتخابات مستقیم مثل آنچه در بخش‌های سوئیس وجود دارد یا نمایندگی دانشگاهی و غیره) را با هم مقایسه نکنیم بلکه توازن قدرت میان نخبگان سیاسی و عموم مردم را در کشورهای مختلف مقایسه نماییم. چنین جدولی بر مبنای پرسش‌هایی از این دست شکل خواهد گرفت که آیا دولتی خاص اجازهٔ تأثیرگذاری مستقیم در تصمیم‌گیری‌ها را به اتباع خود می‌دهد؟، آیا آزادی بیان را محدود می‌کند؟، اتباع خود را در گولاگ‌ها یا سیستم‌های بازداشتگاهی مشابه محبوس می‌سازد؟، آیا با ملّت‌های دموکراتیک‌تر رفتاری متخاصمانه دارد؟، آیا به شرایط کار نامطلوب امکان شکل‌گیری می‌دهد یا حتّی این که آیا به انواعی از برده‌داری امکان ظهور می‌دهد یا خیر؟.
۱. دولت جمهوری خلق چین اغلب یک دولت اقتدارگرای مدرن انگاشته می‌شود. این جمهوری تنها با یک حزب اداره می‌شود که آن را حزب کمونیست چین می‌خوانند. سیاستگذاری‌ها در چین در جلسات سطوح بالا انجام می‌شود که در آن‌ها مردم هیچ‌گونه تأثیری در تصمیم‌هایی که برایشان گرفته می‌شود ندارند. دولت چین با حساسیت بسیار بر اینترنت این کشور نظارت می‌کند و هرچه را که کمترین شائبهٔ حساسیت سیاسی در آن باشد، تحت نظر دارد. همچنین طبق گزارش گزارشگران بدون مرز، در لیست سیاه «دشمنان اینترنت» قرار دارد. آن‌ها همچنین به دلیل نگرانی از این‌که شهروندانشان از سایت‌های عمدهٔ ایجادکننده شبکه‌های اجتماعی همچون فیس بوک و تویتر برای راه‌اندازی تظاهرات عمومی استفاده کنند، آن‌ها را مسدود می‌کنند. علاوه بر این آن تعداد از شهروندان که در اینترنت مطالب دموکراسی‌خواهانه منتشر کنند، از سوی دولت مورد آزار و اذیت قرار می‌گیرند و گاه حتّی زندانی می‌شوند. معیار دیگری که بر مبنای آن بسیاری مدّعی می‌شوند که چین به حقوق شهروندان خود تجاوز کرده‌است، تحمیل سیاست تک‌فرزندی در ۱۹۷۹ بود که زوج‌های متعلق به قوم هان را که ساکن مناطق شهری هستند، به داشتن تنها یک فرزند محدود می‌کند. هرچند که این سیاست برای کنترل جمعیت اعمال شد، امّا در نتیجهٔ آن بسیاری از کودکان مؤنّث سقط یا کشته شدند (زیرا ممکن بود برخی زوج‌ها برداشتن پسر برای بقای نام فامیل‌شان تأکید داشته باشند). علاوه بر این مشکلات بسیاری هم برای والدین دارای بیش از یک فرزند به‌وجود آمد، از جمله پرداخت جریمه، فشار برای سقط جنین یا عقیم‌سازی اجباری.
۲. دولت کمونیست ویتنام نیز اغلب اقتدارگرا خوانده می‌شود. ویتنام از سوی حزب کمونیست ویتنام اداره می‌شود که تنها حزب سیاسی قانونی در این کشور است. سیاست‌ها و قوانین همگی به‌طور یک‌سویه از طرف حزب وضع می‌شود و مردم در فرایند تصمیم‌گیری هیچ قدرتی ندارند. هرگونه مخالفت سیاسی ممنوع است. مخالفانی چون ویِت خانگ خواننده و آهنگ‌ساز و نگوین چی تین شاعر، به‌طور معمول دستگیر و زندانی می‌شوند و دولت مکرّراً مخالفان را به «براندازی حکومت»، «تهدید امنیت کشور» یا تلاش برای «سرنگونی دولت سوسیالیست مردمی» متهم می‌کند. در ویتنام اعتراضات با دقّت بسیار از سوی دولت تحت نظر قرار می‌گیرد؛ در این میان اعتراضات تابستان ۲۰۱۱ در حمایت از حاکمیت ویتنام بر جزایر پاراسل و اسپارتلی در شهرهای هانوی و سایگون و نیز اعتراضات کوچک‌تر دربارهٔ ادعاهای ارضی دولت از اهمیت ویژه‌ای برخوردارند. اینترنت نیز در این کشور به شدّت سانسور می‌شود، بیش‌تر سایت‌هایی که محتوای ضدّ کمونیستی، انتقادی یا ضدّ دولتی دارند یا حامی جمهوری سابق ویتنام هستند از سوی دولت مسدود می‌شوند. سایت‌های ایجادکننده شبکهٔ اجتماعی از جمله فیس بوک نیز مسدود شده‌اند. ویتنام نیز در لیست سیاه «دشمنان اینترنت» گزارشگران بدون مرز قرار دارد. پس از جنگ ویتنام صدها هزار نفر از ساکنان جنوب ویتنام به اردوگاه‌های بازآموزی فرستاده شدند و در آن‌جا مجبور به کار و زندگی در شرایط بسیار نامطلوب بودند.

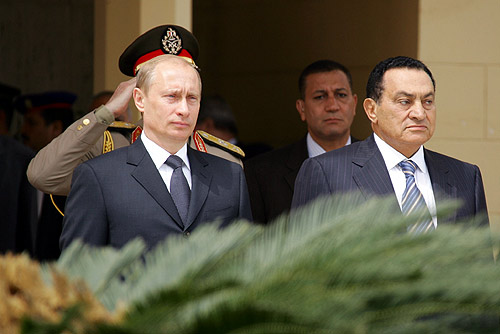
ولادیمیر پوتین و حسنی مبارک دو تن از رهبران اقتدارگرای روسیه و مصر

در روسیه هم پس از گزارش‌های متعدّد دربارهٔ جابه‌جایی آرای انتخابات پارلمانی ۲۰۱۱ و نیز ریاست جمهوری ۲۰۱۲ ویژگی‌های عمومی اقتدارگرایی در حال بروز است، این وضعیت با وضعیتی درآمیخته شده‌است که در آن حزب روسیه متحد که اکثریت آن طرفدار کرملین‌اند از جایگاهی ممتاز برخوردار است، دادگاه‌ها به‌طور مکرّر آرای سویافته صادر می‌کنند، مقرراتی وضع می‌شود که پیش‌برد مخالفت معنادار با دولت با مشکل مواجه می‌سازد و بر سر مشروعیت دور سوم ریاست جمهوری ولادیمیر پوتین بحث‌هایی هست و تمام این‌ها نشان از احتمال بروز اقتدارگرایی در نظام سیاسی روسیه دارد. هنوز باید منتظر نتایج اظهارات اخیر رئیس‌جمهور (نخست‌وزیر سابق) پوتین و نخست وزیر (رئیس جمهور سابق) مدودف دربارهٔ لیبرالی کردن نظام سیاسی بود، البته به نظر می‌رسد که چنین گفتمانی تلاشی پوپولیستی برای برآمدن از پس نارضایتی‌های اجتماعی باشد.

## اقتدارگرایی در تاریخ
اَشکال بسیاری از اقتدارگرایی در بسیاری از نظام‌های حکومتی و اغلب دوره‌ها از ابتدای ثبت تاریخ تاکنون رایج بوده‌است. رؤسای قبایل و شاه-خدایان اغلب راه را برای سلاطین و امپراتوران هموار می‌کردند. حتّی حکومت‌های مشروطه‌ای هم که ظاهری دموکراتیک دارند، یا آن‌هایی مدعی دموکراتیک بودن هستند، می‌توانند امکان متمرکز ساختن قدرت یا سلطه را برای مردان قوی یا گروه‌های کوچک نخبگان سیاسی فراهم سازند.
۱. برخلاف تظاهرات مختلف اقتدارگرایی، اشکال دموکراتیک‌تر حکومت به عنوان شیوهٔ استاندارد سازمان سیاسی بعد از تثبیت مدرنیته در نتیجهٔ انقلاب صنعتی تداول یافت. حاکمان ظالم و اعضای حلقه‌های رأس حکومت دموکراسی در حال رشد در آتن باستان و نیز پادشاهان و امپراتورانی را نادیده گرفتند که اشکالی از دموکراسی را در جمهوری رم آزموده بودند. ولاد دراکولا نخستین حاکم والاشیا و ترانسیلوانیا در قرن پانزدهم را می‌توان اوّلین کسی دانست که به شیوهٔ اقتدارگرایانه حکومت کرده‌است.

## تبیین‌های روان‌شناختی اقتدارگرایی
با افول اقتدارگرایی به عنوان شیوهٔ مشروع حکومت بعد از جنگ جهانی دوم و شروع محاکمات نورنبرگ در آلمان، روان‌شناسان سراسر جهان پرسش‌هایی را با این مضمون پیش کشیدند که چگونه افرادی از آلمان و سایر دولت‌های اقتدارگرا مجبور به ارتکاب جنایت علیه بشریت می‌شدند.
استنلی میلگرام روان‌شناس دانشگاه ییل در تحقیقی کوشید به این پرسش پاسخ دهد که آیا همهٔ دست‌اندرکاران هولوکاست با توافقی اخلاقی دست به این عمل می‌زدند (یعنی همگی بر این باور بودند که آن افراد مستحقّ مرگ‌اند) یا این که تنها بر اساس مقتضیات جایگاهی که در آن قرار داشتند عمل می‌کردند (یعنی برای مثال سربازان چون موظف به پیروی از دستورها بودند، مرتکب آن اعمال می‌شدند، هرچند که آن دستورها به‌طور مستقیم ناقض باورهای شخصی آنان بودند). نتایج اولیهٔ آزمایش میلگرام نشان داد که ۶۵٪ شرکت‌کنندگان حاضر بودند در صورت دریافت دستور، تا سر حدّ مرگ به هم‌نوع خود آسیب برسانند. این تحقیق در سراسر جهان به نتایج مشابهی رسید. میلگرام این فرضیه را مطرح کرد که نتایج به دست آمده در ارتباط بادو عامل جداگانه هستند:
- نظریهٔ همنوایی، فردی که توانایی تصمیم‌گیری ندارد، این کار را به گروه واگذار می‌کند؛ و
- نظریهٔ شرایط عاملانه، در این نظریه فرد خود را عاملی برای اجرای ارادهٔ فرد دیگر می‌داند. بر این اساس، فرد دیگر نسبت به کنش‌های خود، احساس مسئولیت نمی‌کند.[۲۵]